# Jörg Roßkopf
Jörg Roßkopf (n. 22 mai 1969, Dieburg, Republica Federală Germania) este un jucător de tenis de masă ce a reprezentat Germania, medaliat olimpic. A participat la 5 ediții ale Jocurilor Olimpice (1988, 1992, 1996, 2000, 2004) în care a câștigat o medalie de argint și o medalie de bronz.